# Coupe de Tunisie de football 2005-2006
Navigation
Coupe de Tunisie 2004-2005 Coupe de Tunisie 2006-2007
La coupe de Tunisie de football 2005-2006 est la 49e édition de la coupe de Tunisie depuis 1956 et la 74e depuis 1923. C'est une compétition à élimination directe mettant aux prises des centaines de clubs de football amateurs et professionnels à travers la Tunisie. Elle est organisée par la Fédération tunisienne de football et ses ligues régionales. 
L'exploit de la saison est réalisé par l'équipe divisionnaire, le Croissant sportif de M'saken, renforcé par l'ancien international Zoubaier Baya, qui atteint le stade des demi-finales après avoir écarté deux équipes de Ligue 1.

## Résultats

### Premier tour
Le tour est disputé en 29 rencontres opposant les 42 clubs de Ligue 4 et les seize clubs de Ligue 3. Le tirage au sort est effectué sur une base régionale.
- District Nord :
  - Ettadhamen Sports (Ligue 4) - Mouldiet Manouba (Ligue 3) : 0 - 0 (4 - 5 t. a. b.)
  - El Alia Sports (Ligue 4) - Flèche sportive de Ras Jebel (Ligue 4) : 2 - 1
  - Club sportif des cheminots (Ligue 4) - Jeunesse sportive d'El Omrane (Ligue 3) : 0 - 0 (3 - 5 t. a. b.)
  - Union sportive de Siliana (Ligue 4) - Stade sportif de Téboursouk (Ligue 4) : 4 - 1
  - Avenir sportif d'Oued Ellil (Ligue 4) - Club olympique des transports (Ligue 3) : 3 - 0
  - Stade africain de Menzel Bourguiba (Ligue 3) - Vague sportive de Menzel Abderrahmane (Ligue 4) : 2 - 0
  - El Ahly Mateur (Ligue 4) - Jeunesse sportive de Tebourba (Ligue 4) : 0 - 0 (0 - 2 t. a. b.)
  - Stade nabeulien (Ligue 4) - Sporting Club de Ben Arous (Ligue 4) : 1 - 0
  - Olympique du Kef (Ligue 3) - Football Club de Jérissa (Ligue 4) : 1 - 0
  - Club sportif de Makthar (Ligue 3) - Dahmani Athlétique Club (Ligue 4) : 2 - 1
  - Union sportive de Bousalem (Ligue 3) - Club medjezien (Ligue 4) : 4 - 0
- District Centre :
  - Gazelle sportive de Bekalta (Ligue 4) - Ennahdha sportive de Jemmal (Ligue 4) : 1 - 2
  - Union sportive de Kélibia (Ligue 4) - Grombalia Sports (Ligue 4) : 0 - 1
  - Enfida Sports (Ligue 4) - Stade soussien (Ligue 4) : 2 - 0 a. p.
  - Hirondelle sportive de Kalâa Kebira (Ligue 4) - Kalâa Sport (Ligue 3) : 2 - 1
  - Club sportif de Chebba (Ligue 4) - Sporting Club de Moknine (Ligue 3) : 0 - 1
  - Aigle sportif de Téboulba (Ligue 4) - Flèche sportive de Zéramdine (Ligue 4) : 2 - 0
  - Club sportif hilalien (Ligue 4) - Club sportif de Khniss (Ligue 4) : 5 - 0
  - Étoile sportive du Fahs (Ligue 3) - Union sportive de Nadhour[1] (Ligue 4) : Forfait
- District Sud :
  - Étoile olympique de Sidi Bouzid (Ligue 4) - Football Mdhilla Club (Ligue 4) : 2 - 0
  - Espoir sportif de Jerba (Ligue 3) - Envoi sportif de Regueb (Ligue 4) : Forfait
  - Union sportive de Tataouine (Ligue 3) - Ghomrassen Sports (Ligue 3) : Forfait
  - Sfax railway sport (Ligue 3) - Progrès sportif de Sakiet Eddaïer (Ligue 4) : 2 - 0
  - Étoile sportive de Métlaoui (Ligue 3) - Oasis sportive de Chenini (Ligue 4) : Forfait
  - La Palme de Tozeur Avenir (Ligue 4) - Oasis sportive de Kébili (Ligue 4) : 3 - 0 a. p.
  - Union sportive de Ben Guerdane (Ligue 4) - Union sportive de Zarzis (Ligue 4) : Forfait
  - Union sportive de Sbeïtla (Ligue 4) - Étoile sportive de Fériana (Ligue 4) : 1 - 0
  - Club sportif de Hzag (Ligue 4) - Club Ahly sfaxien (Ligue 4) : Forfait
  - Océano Club de Kerkennah (Ligue 3) - Badr sportif d'El Aïn (Ligue 4) : 1 - 0

### Deuxième tour
Ce tour comporte 44 matchs réunissant 88 clubs : les 29 clubs qualifiés du tour précédent, les quatorze clubs de la Ligue 2 et 45 clubs représentant les ligues régionales (Ligue 5), à raison de cinq clubs par ligue.
- Mouldiet Manouba - Olympique de Béja (Ligue 2) : 0 - 1
- Croissant sportif de M'saken[1]  (Ligue 5 Sousse) - Jeunesse sportive d'El Omrane : 1 - 0
- Chehab sportif de Ouerdanine (Ligue 5 Monastir) - Union sportive de Siliana : 0 - 2
- Avenir sportif d'Oued Ellil - Avenir sportif de Rejiche (Ligue 5 Sfax) : Forfait
- Stade africain de Menzel Bourguiba - Avenir sportif de Souk Lahad (Ligue 5 Gabès) : 4 - 0
- Jeunesse sportive de Bou Merdes (Ligue 5 Monastir) - Jeunesse sportive de Tebourba : 0 - 1
- Stade nabeulien - Mine sportive de Métlaoui (Ligue 5 Gafsa) : 3 - 0
- Association sportive Ittihad (Ligue 5 Tunis) - Olympique du Kef : 1 - 2
- Stade sportif sfaxien (Ligue 2) - Club sportif de Makthar : 2 - 1
- Étoile sportive de Radès (Ligue 5 Tunis) - Union sportive de Bousalem : 0 - 0 (4 - 5 t. a. b.)
- Ennahdha sportive de Jemmal - Club sportif de Hzag : 2 - 1
- Grombalia Sports - Espoir sportif de Hammam Sousse (Ligue 2) : 0 - 2
- Enfida Sports - STIR sportive de Zarzouna (Ligue 2) : 2 - 1
- Stade gabésien (Ligue 2) - Hirondelle sportive de Kalâa Kebira : 2 - 0
- Avenir sportif de Mohamedia (Ligue 5 Tunis) - Sporting Club de Moknine : 2 - 0
- Astre sportif de Menzel Jemil (Ligue 5 Bizerte) - Club sportif hilalien : 1 - 3
- Étoile sportive de Béni Khalled (Ligue 2) - Étoile sportive du Fahs : 1 - 0
- Espoir sportif de Jerba - Flambeau sportif d'Essouassi (Ligue 5 Sfax) : 4 - 0
- Lion sportif de Ksibet Sousse (Ligue 5 Sousse) - Union sportive de Tataouine : 0 - 2
- Sfax railway sport - Étoile olympique de Sidi Bouzid : 0 - 0 (3 - 4 t. a. b.)
- Étoile sportive de Métlaoui - Aigle sportif de Téboulba : Forfait
- La Palme de Tozeur Avenir - El Alia Sports : Forfait
- Club sportif de Korba (Ligue 2) - Union sportive de Ben Guerdane : Forfait
- Union sportive de Ksibet el-Médiouni (Ligue 5 Monastir) - Union sportive de Sbeïtla : 1 - 0
- Océano Club de Kerkennah - Étoile sportive de Gaâfour (Ligue 5 Le Kef) : Forfait
- Avenir populaire de Soliman (Ligue 5 Nabeul) - Avenir sportif de Kasserine (Ligue 2) : 1 - 0
- El Makarem de Mahdia (Ligue 2) - Stade sportif gafsien (Ligue 5 Gafsa) : Forfait
- Safia sportive de Ksour (Ligue 5 Le Kef) - Avenir sportif de Gabès (Ligue 2) : 1 - 3
- Association sportive de l'Ariana (Ligue 2) - Thala Sports (Ligue 5 Le Kef) : Forfait
- Club sportif de Hajeb El Ayoun  (Ligue 5 Sousse) - Club olympique de Médenine (Ligue 2) : 2 - 1
- Association sportive de Djerba (Ligue 2) - Association sportive de Ghardimaou (Ligue 5 Bizerte) : Forfait
- Espoir sportif de Bouchemma (Ligue 5 Gabès) - Association Mégrine Sport (Ligue 2) : 0 - 4
- Ezzahra Sports (Ligue 5 Tunis) - Union sportive de Métouia (Ligue 5 Gabès) : 3 - 1
- Jeunesse sportive de La Soukra (Ligue 5 Tunis) - Avenir sportif d'El Hencha (Ligue 5 Sfax) : 6 - 1
- En-Nadi Landoulsi (Ligue 5 Bizerte) - Tinja Sports (Ligue 5 Bizerte) : 0 - 0 (4 - 3 t. a. b.)
- Espoir sportif de Tazarka (Ligue 5 Nabeul) - Aigle sportif de Métline (Ligue 5 Bizerte) : 2 - 1
- Flèche sportive de Gafsa-Ksar (Ligue 5 Gafsa) - Avenir sportif keffois de Barnoussa (Ligue 5 Le Kef) : 0 - 1
- Nebeur Sports (Ligue 5 Le Kef) - Aigle sportif de Jilma (Ligue 5 Sfax) : 0 - 5
- Football Club Hammamet (Ligue 5 Nabeul) - Moltaka sportif de Bir Bouregba (Ligue 5 Nabeul) :  2 - 1
- Espoir sportif de Haffouz (Ligue 5 Sousse) - El Baâth Sport de Bir Mcherga (Ligue 5 Nabeul) : 1 - 1 (2 - 4 t. a. b.)
- Jeunesse sportive de Lamta (Ligue 5 Monastir) - Astre sportif de Zaouiet Sousse (Ligue 5 Sousse) : 2 - 0
- Jeunesse sportive de Ouedhref (Ligue 5 Gabès) - Nasr sportif de Touza (Ligue 5 Monastir) : Forfait
- Teboulbou sport de Gabès (Ligue 5 Gabès) - Astre sportif d'Agareb (Ligue 5 Sfax) : 2 - 1
- Croissant sportif de Redeyef (Ligue 5 Gafsa) - Aurore sportive d'El Guettar (Ligue 5 Gafsa) : 3 - 1 a. p.

### Troisième tour
Disputé le 6 novembre 2005, ce tour réunit 52 clubs : les 44 qualifiés du premier tour et huit clubs de la Ligue 1, alors que les six autres — le Club africain, l'Espérance sportive de Tunis, le Club sportif sfaxien, l'Étoile sportive du Sahel, l'Avenir sportif de La Marsa et l'Étoile olympique La Goulette Kram — sont qualifiés d'office pour les seizièmes de finale.
- Avenir sportif d'Oued Ellil - Stade tunisien (Ligue 1) : 0 - 2
- Stade africain de Menzel Bourguiba - Union sportive monastirienne (Ligue 1) : 0 - 2
- Olympique du Kef - Club sportif de Hajeb El Ayoun : 9 - 1
- Ennahdha sportive de Jemmal - Espoir sportif de Hammam Sousse : 0 - 1
- Enfida Sports - Football Club Hammamet : 3 - 0
- Stade gabésien - Stade nabeulien : 3 - 0
- Avenir sportif de Mohamedia - Union sportive de Ksibet el-Médiouni : 1 - 0
- Club sportif hilalien- Stade sportif sfaxien : 2 - 0
- Étoile sportive de Béni Khalled - Club sportif de Korba : 3 - 0
- Olympique de Béja - Espoir sportif de Jerba : 3 - 1
- Union sportive de Tataouine - El Gawafel sportives de Gafsa (Ligue 1) : 0 - 1
- Étoile olympique de Sidi Bouzid - Jeunesse sportive de Tebourba : 2 - 1
- Étoile sportive de Métlaoui - Club sportif de Hammam Lif (Ligue 1) : 2 - 2 (4 - 5 t. a. b.)
- La Palme de Tozeur Avenir - Jeunesse sportive de Ouedhref : 3 - 1
- Océano Club de Kerkennah - Ezzahra Sports : 2 - 1
- Avenir populaire de Soliman - Croissant sportif de M'saken : 2 - 2 (3 - 4 t. a. b.)
- Union sportive de Bousalem - El Makarem de Mahdia : 1 - 3
- Avenir sportif de Gabès - Espérance sportive de Zarzis (Ligue 1) : 1 - 2
- Club athlétique bizertin (Ligue 1) - Association sportive de l'Ariana : 2 - 1
- Association sportive de Djerba - Jeunesse sportive de La Soukra : 3 - 0
- Association Mégrine Sport - Croissant sportif de Redeyef : 4 - 2
- Jeunesse sportive kairouanaise (Ligue 1) - En-Nadi Landoulsi : 6 - 1
- Jendouba Sports (Ligue 1) - Avenir sportif keffois de Barnoussa : 8 - 0
- Aigle sportif de Jilma - Espoir sportif de Tazarka : 1 - 0
- El Baâth Sport de Bir Mcherga bat Jeunesse sportive de Lamta
- Union sportive de Siliana - Teboulbou sport de Gabès : 3 - 1

### Seizièmes de finale
Ce tour est disputé par 32 clubs : les six clubs les mieux classés de la Ligue 1 lors du championnat 2005-2006 et les 26 qualifiés du tour précédent.
| Date             | Équipe 1                        | Équipe 2                          | Score 90' | Score Prol. | Tirs au but |
| 30 novembre 2005 | Union sportive de Siliana       | Association Mégrine Sport         | 1 - 1     | 1 - 1       | 5 - 4       |
| 30 novembre 2005 | Stade gabésien                  | El Makarem de Mahdia              | 3 - 1     |             |             |
| 30 novembre 2005 | Océano Club de Kerkennah        | El Baâth Sport de Bir Mcherga     | 3 - 2     |             |             |
| 30 novembre 2005 | Croissant sportif de M'saken    | Étoile olympique de Sidi Bouzid   | 2 - 0     |             |             |
| 30 novembre 2005 | Avenir sportif de La Marsa      | Espérance sportive de Tunis       | 0 - 1     |             |             |
| 30 novembre 2005 | La Palme de Tozeur Avenir       | Étoile olympique La Goulette Kram | 1' - 0    |             |             |
| 30 novembre 2005 | Étoile sportive de Béni Khalled | Espérance sportive de Zarzis      | 0 - 0     | 0 - 1       |             |
| 30 novembre 2005 | Jendouba Sports                 | Stade tunisien (Ligue 1)          | 1 - 1     | 1 - 1       | 1 - 3       |
| 30 novembre 2005 | Club africain                   | Enfida Sports                     | 6 - 1     |             |             |
| 30 novembre 2005 | Club sportif hilalien           | Jeunesse sportive kairouanaise    | 0 - 4     |             |             |
| 30 novembre 2005 | Union sportive monastirienne    | El Gawafel sportives de Gafsa     | 1 - 2     |             |             |
| 30 novembre 2005 | Club athlétique bizertin        | Club sportif sfaxien              | 1 - 1     | 1 - 1       | 4 - 1       |
| 30 novembre 2005 | Espoir sportif de Hammam Sousse | Avenir sportif de Mohamedia       | 0 - 1     |             |             |
| 30 novembre 2005 | Olympique du Kef                | Association sportive de Djerba    | 3 - 1     |             |             |
| 30 novembre 2005 | Club sportif de Hammam Lif      | Aigle sportif de Jilma            | 2 - 0     |             |             |
| 30 novembre 2005 | Étoile sportive du Sahel        | Olympique de Béja                 | 2 - 0     |             |             |

### Huitièmes de finale
| Date         | Équipe 1                      | Équipe 2                       | Score 90' | Score Prol. | Tirs au but |
| 11 mars 2006 | Espérance sportive de Tunis   | Olympique du Kef               | 4 - 2     |             |             |
| 12 mars 2006 | El Gawafel sportives de Gafsa | Stade gabésien                 | 0 - 0     | 0 - 0       | 4 - 3       |
| 12 mars 2006 | Avenir sportif de Mohamedia   | La Palme de Tozeur Avenir      | 1 - 0     |             |             |
| 12 mars 2006 | Club sportif de Hammam Lif    | Étoile sportive du Sahel       | 2 - 1     |             |             |
| 12 mars 2006 | Union sportive de Siliana     | Stade tunisien                 | 1 - 3     |             |             |
| 12 mars 2006 | Océano Club de Kerkennah      | Club africain                  | 0 - 1     |             |             |
| 12 mars 2006 | Club athlétique bizertin      | Espérance sportive de Zarzis   | 1 - 1     | 1 - 1       | 4 - 3       |
| 12 mars 2006 | Croissant sportif de M'saken  | Jeunesse sportive kairouanaise | 3 - 3     | 3 - 3       | 4 - 3       |

### Quarts de finale
| Date          | Équipe 1                     | Équipe 2                      | Score 90' | Score Prol. | Tirs au but |
| 23 avril 2006 | Avenir sportif de Mohamedia  | El Gawafel sportives de Gafsa | 1 - 6     |             |             |
| 23 avril 2006 | Croissant sportif de M'saken | Stade tunisien                | 0 - 0     | 1 - 1       | 5 - 4       |
| 23 avril 2006 | Club sportif de Hammam Lif   | Club africain                 | 0 - 0     | 0 - 0       | 2 - 4       |
| 26 avril 2006 | Club athlétique bizertin     | Espérance sportive de Tunis   | 0 - 2     |             |             |

### Demi-finales
| Date          | Équipe 1                      | Équipe 2                     | Score 90' | Score Prol. | Tirs au but |
| 30 avril 2006 | El Gawafel sportives de Gafsa | Club africain                | 0 - 0     | 0 - 1       |             |
| 30 avril 2006 | Espérance sportive de Tunis   | Croissant sportif de M'saken | 3 - 0     |             |             |

### Finale
| Date        | Équipe 1                    | Équipe 2      | Score 90' | Score Prol. | Tirs au but |
| 12 mai 2006 | Espérance sportive de Tunis | Club africain | 2 - 2     | 2 - 2       | 5 - 4       |

Le match est arbitré par un trio suisse composé de René Rogalla, Bruno Zurbrügg et Antonio Fernandez. Kacem Ben Naceur officie comme quatrième arbitre.

## Meilleur buteur
Michael Eneramo (Espérance sportive de Tunis) est le meilleur buteur de l'édition avec quatre buts.